# Carlos Martínez (giocatore di baseball 1991)
Carlos Ernesto Martínez (San Felipe de Puerto Plata, 21 settembre 1991) è un giocatore di baseball dominicano, lanciatore di rilievo per i St. Louis Cardinals della Major League Baseball (MLB).

## Carriera
Martínez firmò come free agent il 6 febbraio 2009 con i Boston Red Sox, con un bonus di 140.000 dollari. Tuttavia un controllo di routine da parte dei funzionari della Major League Baseball (MLB) sollevò diverse domande sulla veridicità sia del nome che della data di nascita. Di conseguenza, l'accordo con i Red Sox fu annullato e, nel marzo 2009, la MLB sospese Martínez per un periodo di un anno. Scaduta la sospensione firmò con i St. Louis Cardinals nell'aprile del 2010.
Debuttò nella MLB il 3 maggio 2013, al Miller Park di Milwaukee contro i Milwaukee Brewers. Nella sua prima stagione regolare ebbe 2 vittorie e una sconfitta, con una media PGL di 5.08, guadagnando anche una salvezza. Nei playoff di quell'anno lanciò in 12 partite, con una media PGL di 3.55. I Cardinals raggiunsero le World Series ma furono sconfitti per 4-2 contro i Boston Red Sox. La prima stagione in cui entrò stabilmente nella rotazione dei partenti fu quella del 2015, venendo convocato per il suo primo All-Star Game. La sua annata si chiuse con un record di 14-7, mentre nel 2016 vinse 16 gare e ne perse 9.
Il 2 febbraio 2017, Martínez firmò coi Cardinals un contratto quinquennale del valore di 51 milioni di dollari. Il 10 giugno lanciò la sua prima gara completa nella vittoria sui Philadelphia Phillies per 7-0. Il 2 luglio fu convocato per il secondo All-Star Game in carriera.
Nel 2019 Martínez venne schierato esclusivamente come lanciatore di rilievo.

## Palmarès
- MLB All-Star: 2

2015, 2017